# Club Atlético Marbella
Il Club Atlético Marbella è stata una società calcistica spagnola che militò per 4 stagioni consecutive in Segunda División tra il 1992 e il 1996, per poi essere sciolta nel 1997 a causa dei pesanti debiti accumulati nel corso del tempo.

## Cronistoria
| Stagione  | Livello | Serie      | Pos. | Coppa del Re |
| --------- | ------- | ---------- | ---- | ------------ |
| 1947-1963 | —       | Div. reg.  | —    |              |
| 1963-1964 | 3       | 3ª         | 6º   |              |
| 1964-1965 | 3       | 3ª         | 3º   |              |
| 1965-1966 | 3       | 3ª         | 2º   |              |
| 1966-1967 | 3       | 3ª         | 4º   |              |
| 1967-1968 | 3       | 3ª         | 6º   |              |
| 1968-1969 | 3       | 3ª         | 6º   |              |
| 1969-1970 | 3       | 3ª         | 13º  | 1º turno     |
| 1970-1971 | 4       | Reg. Pref. | 5º   |              |
| 1971-1972 | 4       | Reg. Pref. | 3º   |              |
| 1972-1973 | 4       | Reg. Pref. | 1º   |              |
| 1973-1974 | 3       | 3ª         | 13º  | 1º turno     |
| 1974-1975 | 3       | 3ª         | 2º   | 2º turno     |
| 1975-1976 | 3       | 3ª         | 12º  | 2º turno     |
| 1976-1977 | 4       | Reg. Pref. | 10º  |              |
| 1977-1978 | 4       | 3ª         | 18º  | 3º turno     |
| 1978-1979 | 5       | Reg. Pref. | 11º  |              |
| 1979-1980 | 5       | Reg. Pref. | 14º  |              |

| Stagione  | Livello | Serie | Pos. | Coppa del Re |
| --------- | ------- | ----- | ---- | ------------ |
| 1980-1981 | 4       | 3ª    | 16º  |              |
| 1981-1982 | 4       | 3ª    | 9º   |              |
| 1982-1983 | 4       | 3ª    | 2º   |              |
| 1983-1984 | 4       | 3ª    | 2º   | 2º turno     |
| 1984-1985 | 3       | 2ªB   | 18º  | 1º turno     |
| 1985-1986 | 4       | 3ª    | 2º   |              |
| 1986-1987 | 4       | 3ª    | 2º   | 4º turno     |
| 1987-1988 | 3       | 2ªB   | 9º   | 2º turno     |
| 1988-1989 | 3       | 2ªB   | 6º   | 1º turno     |
| 1989-1990 | 3       | 2ªB   | 17º  |              |
| 1990-1991 | 4       | 3ª    | 1º   | 3º turno     |
| 1991-1992 | 3       | 2ªB   | 1º   | 4º turno     |
| 1992-1993 | 2       | 2ª    | 7º   | 4º turno     |
| 1993-1994 | 2       | 2ª    | 12º  | 3º turno     |
| 1994-1995 | 2       | 2ª    | 13º  | 2º turno     |
| 1995-1996 | 2       | 2ª    | 20º  | 2º turno     |
| 1996-1997 | 3       | 2ªB   | 20º  | 1º turno     |

- 4 stagioni in Segunda División
- 6 stagioni in Segunda División B
- 18 stagioni in Tercera División

## Palmarès

### Competizioni nazionali
- Segunda División B: 1

1991-1992